# Сексуальное насилие во время вооружённых конфликтов

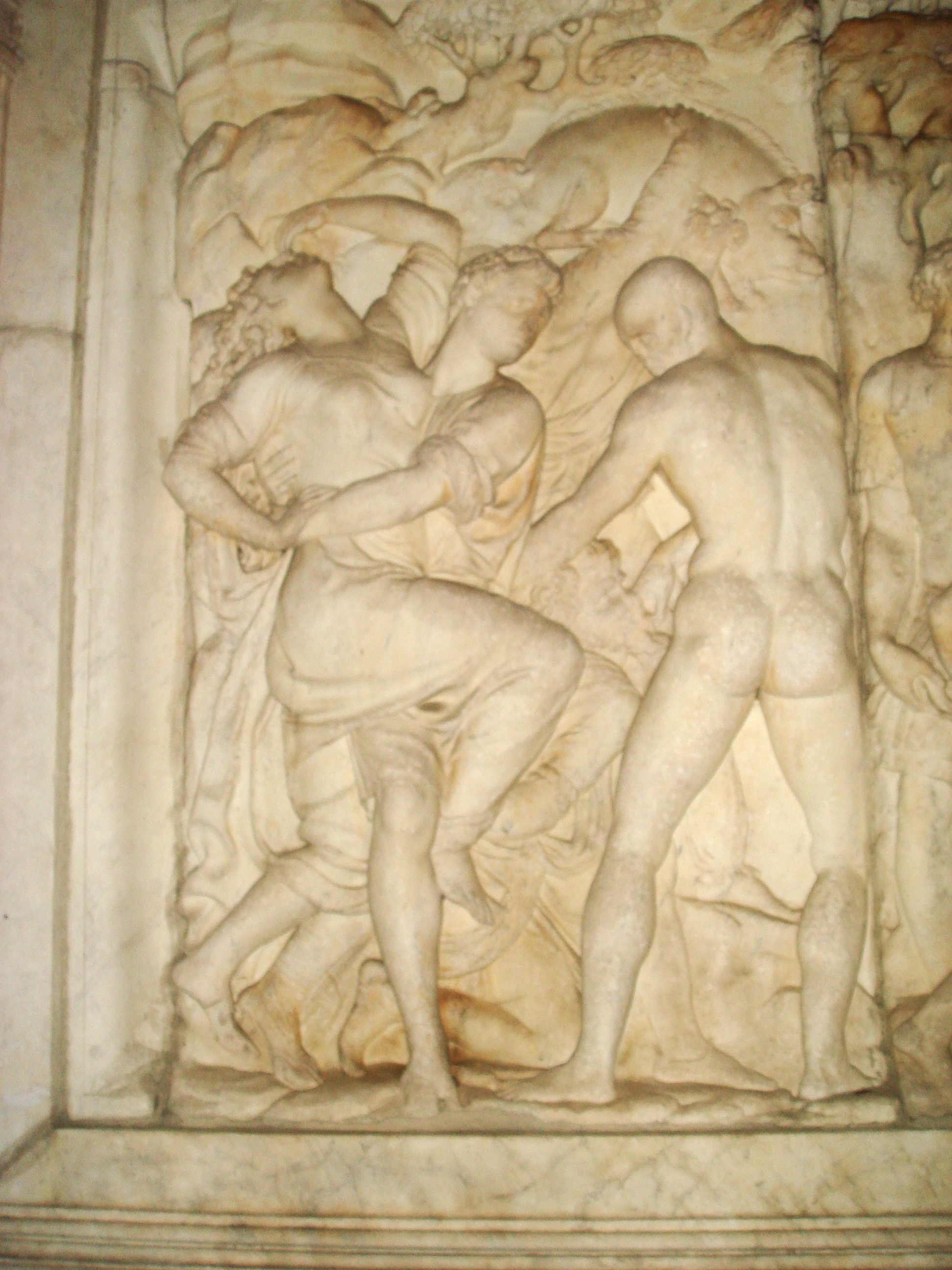
Джованни делле Банде Нере захватил женщину. Фрагмент барельефа памятника кондотьерам.

Сексуальное насилие во время вооружённых конфликтов — изнасилование или другое сексуальное насилие, а также принуждение к занятию проституцией или сексуальному рабству, совершаемое комбатантами во время войны, иного вооружённого конфликта или военной оккупации. Нередко возможность безнаказанного насилия над пленными и побеждёнными рассматривается как один из военных трофеев, но иногда, особенно во время межэтнических конфликтов, встречаются иные мотивы такого насилия. Его следует отличать от сексуального насилия в армии (англ. Military sexual trauma), происходящего между военнослужащими одной стороны.
Во время вооружённого конфликта сексуальное насилие часто используется как средство психологической войны с целью деморализации противника. Встречаются как единичные изнасилования по собственной инициативе отдельных комбатантов, так и случаи преднамеренной организации руководителями участвующих государств или вооружённых формирований массовых изнасилований, принудительной проституции и сексуального рабства. Бывает и массовое насилие с целью осуществления этнических чисток, полного или частичного уничтожения определённой расовой, национальной или религиозной группы. В конце 1990-х годов в ряде актов международного права такое насилие стало рассматриваться как преступление против мира и человечности, правда только в случае его осуществления в ходе международного конфликта.
В 1998 году Международный трибунал по Руанде (МТР) впервые в мировой истории признал изнасилование в качестве возможного акта геноцида. В 2001 году Международный трибунал по бывшей Югославии признал систематическое массовое изнасилование женщин преступлением против человечества.

## Определение понятия
Довольно сложно провести чёткую границу между сексуальным и другим насилием над человеком, особенно в обстановке вооружённого конфликта, оккупации и лишения свободы. В законодательстве разных стран могут по-разному определяться понятия изнасилования и иных насильственных действий сексуального характера. Термины «изнасилование» (англ. rape), «половое преступление» (sexual assault) и «сексуальное насилие» (sexual violence) часто употребляются как взаимозаменяемые. Не существует общепринятого определения «военного изнасилования» (англ. war rape). В «Элементах преступлений», принятых в 2002 году в дополнение к Римскому статуту Международного уголовного суда, в статье 7(1)(g)-1 «преступление против человечности в виде изнасилования» определяется следующим образом:

Исполнитель посягнул на тело лица, совершив деяние, в результате которого имело место проникновение, даже самое незначительное, в любую часть тела потерпевшего или исполнителя, половым членом либо любым предметом или любой частью тела в анальное или генитальное отверстие потерпевшего.
Посягательство было совершено с применением силы или угрозы силой в отношении данного или другого лица, либо путем принуждения, вызванного, например, страхом перед насилием, грубым принуждением, задержанием, психологическим давлением или злоупотреблением властью, либо путём использования обстановки, характеризующейся принуждением, либо посягательство было совершено в отношении лица, неспособного дать согласие, выражающее его истинную волю.

«Посягательство на тело» здесь понимается в достаточно широком и гендерно-нейтральном смысле; исполнитель преступления и потерпевший могут быть любого пола и любой сексуальной ориентации. Принуждением считается не только непосредственное физическое насилие, но и любого рода угрозы, а также использование такого состояния потерпевшего, в котором тот неспособен дать действительно добровольное и осознанное согласие.

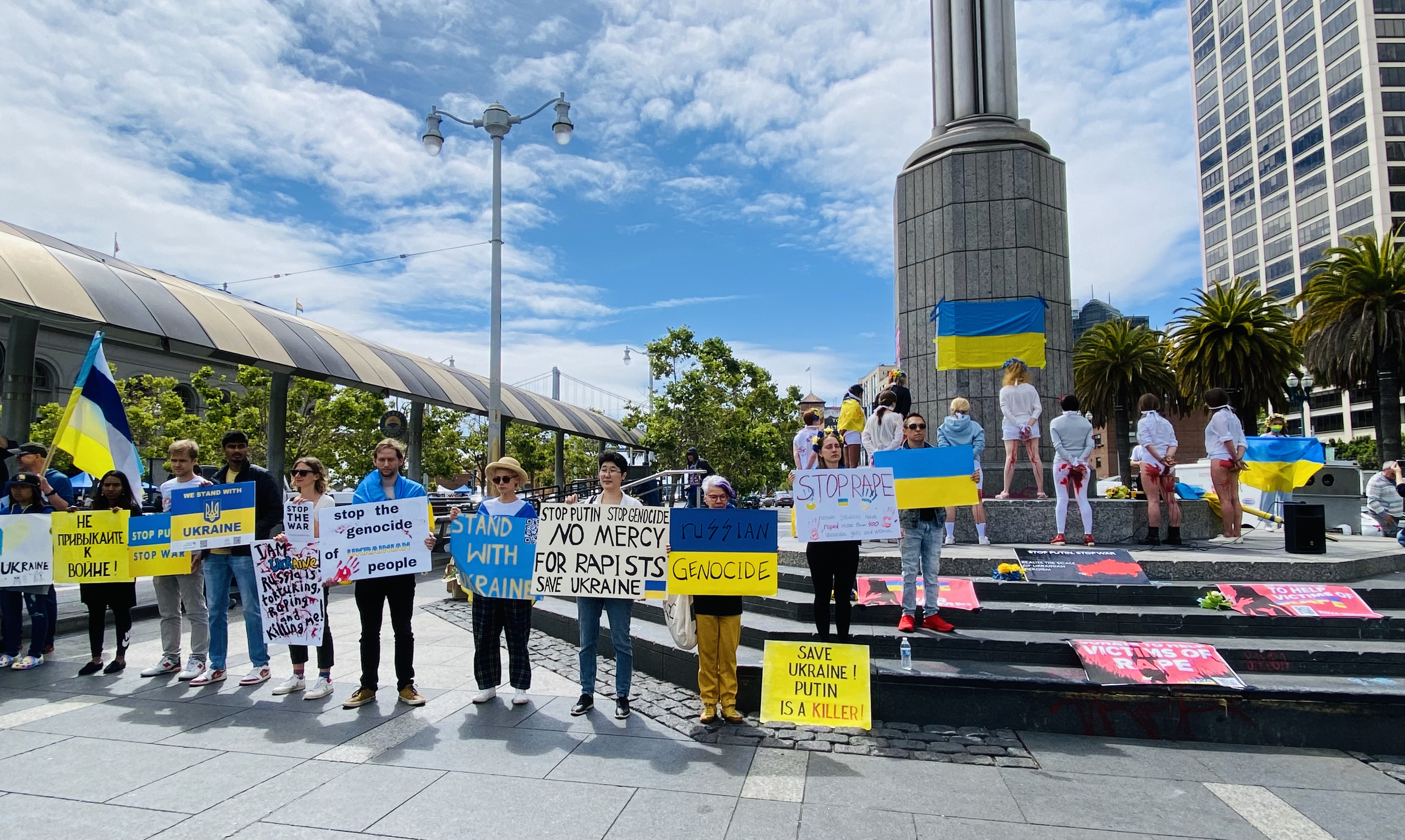
Протест в США против изнасилований во время вторжения российских войск на Украину (Сан-Франциско, 28 мая 2022 года)

## Причины
Во время войны или гражданского вооружённого конфликта нередко воцаряются беззаконие и безнаказанность, особенно по отношению к безоружному населению. Бывают случаи, когда солдатам или боевикам их командиры явно разрешают мародёрство и ограбление мирного населения на захваченной территории; эти трофеи воспринимаются как компенсация низких доходов и огромного риска участников боевых действий. Возможность безнаказанного изнасилования также может рассматриваться в качестве платы, компенсации или награды победителям.
По утверждению ЮНИСЕФ, «систематические изнасилования часто используются в качестве оружия войны для этнической чистки», и за один только XX век они использовались в нескольких вооружённых конфликтах в разных регионах мира, в том числе в Боснии, Камбодже, Уганде и Вьетнаме. В 2008 году Совет Безопасности ООН заявил о том, что «особенно женщины и девушки становятся объектом сексуального насилия, в том числе используемого в качестве военной тактики с целью унижения, доминирования, устрашения, разгона и/или принудительного перемещения гражданских лиц, относящихся к той или иной этнической группе или иному сообществу».
Amnesty International также заявляет о преднамеренном использовании изнасилований в современных конфликтах для достижения военных целей: изгнания прежних жителей с подконтрольной территории, постепенного истребления оставшихся жителей путём разрыва их родственных связей, распространения СПИДа, разрушения культурных и религиозных традиций. Гаятри Чакраворти Спивак характеризует «групповое изнасилование, совершаемое завоевателями» как «метонимическое празднование территориального приобретения».
Дара Кай Кохен (Dara Kay Cohen) утверждает, что в некоторых вооружённых формированиях групповые изнасилования преднамеренно устраиваются для повышения сплочённости членов вооружённой группы, особенно насильственно вовлечённых в эту группу. Некоторые вооружённые формирования, использующие малолетних в боевых действиях, умышленно устраивают изнасилования в качестве «ритуала зрелости» и для приручения начинающих боевиков к насилию; особенно это актуально в патриархальных обществах, где зрелость и мужественность ассоциируются с насилием и доминированием. Некоторые беженцы и вынужденные переселенцы в районах конфликтов, с разрушенной экономикой и неработающей системой обеспечения общественной безопасности, становились жертвами похищений и торговли людьми с целью сексуальной или трудовой эксплуатации. В некоторых конфликтах изнасилование использовалось в качестве пытки — с целью заставить девушек и женщин выдать расположение тайников или другую секретную информацию. Обсуждая групповые изнасилования как практику единения солдат, Кохен говорила о «социализации комбатантов», в процессе которого члены вооружённых формирований:
1. начинают испытывать чувства превосходства и достижения;
2. приобретают статус и репутацию агрессивных;
3. считают себя особо мужественными;
4. демонстрируют преданность группе и готовность к риску.

Таким образом, организованное групповое изнасилование, даже не используемое в качестве орудия войны, может быть средством сплочения вооружённого формирования.
Рафаэль Гругман, в книге Женщина и война. От любви до насилия отметил три характерных признака военных изнасилований:

Первый — публичность. Их совершают открыто, в полной уверенности во вседозволенности. Страх наказания отсутствует, насильник в военной форме не считает преступными свои действия.
Второй — групповое изнасилование. Оно, по мнению насильников, «сплачивает коллектив» (так же как и совместное распитие спиртного). «Герои», не опасаясь венерических болезней, гордо именуют себя «молочными братьями».
Третий признак — убийство женщины после сексуального насилия. Если первые два признака спровоцированы нарушением демографического дисбаланса, необходимостью сексуальной разрядки и временным помутнением разума — движущей силой является алкоголь и избыток мужских половых гормонов, — то убийство изнасилованной женщины — преступление, которому нет оправдания.

## Гендерные аспекты
Сьюзан Браунмиллер (англ. Susan Brownmiller) стала первым историком, попытавшимся сделать обзорное исследования изнасилований на войне, с использованием как исторических документов, так и теории. Она сделала выводы о том, что

Война создаёт превосходную психологическую обстановку для проявления презрительного отношения мужчин к женщинам. Мужественность вооружённых сил — безжалостная сила оружия, находящегося только в их руках, особая духовная связь между товарищами по оружию, мужественная дисциплина отдаваемых и выполняемых приказов, простая логика иерархического командования — даёт мужчинам долгожданное подтверждение правоты их представлений о второстепенной роли женщин в мире.
Оригинальный текст (англ.)War provides men with the perfect psychological backdrop to give vent to their contempt for women. The maleness of the military—the brute power of weaponry exclusive to their hands, the spiritual bonding of men at arms, the manly discipline of orders given and orders obeyed, the simple logic of the hierarchical command—confirms for men what they long suspect—that women are peripheral to the world that counts.

и о том, что «насильники — это самые обыкновенные мужчины, которые сделались неординарными, вступив в самый эксклюзивный мужской клуб в мире».
Келли Доун Эскин (Kelly Dawn Askin) отмечает, что жертвами войн всё чаще и чаще становятся гражданские лица. Во Второй мировой войне их погибло не меньше сорока пяти миллионов. По данным многих исследований, мужчины и женщины в равной мере подвергались пыткам, но жертвами изнасилований чаще всего становились женщины (хотя случаи изнасилования мужчин и мальчиков также были). Но тема сексуального насилия над мужчинами во время военных конфликтов остаётся в значительной мере нераскрытой, поскольку потерпевшие от такого насилия мужчины заявляют об этом и дают показания реже, чем потерпевшие женщины, а также из-за склонности некоторых неправительственных организаций, занимающихся этой темой, уделять непропорционально большое внимание насилию над женщинами. Но и женщины заявляют не обо всех случаях изнасилования, потому очень сложно получить достоверные данные о реальных масштабах этого явления. Жертвами сексуального насилия во время вооружённых конфликтов могут стать не только женщины и дети из числа комбатантов и некомбатантов противника, но также союзников, мирных граждан своей страны и даже другие военнослужащие своей армии; но большинство потерпевших — гражданские лица. Несмотря на множество задокументированных случаев изнасилования женщин во время различных вооружённых конфликтов, законы многих стран о защите гражданского населения во время вооружённого конфликта не уделяют особого внимания половым преступлениям против женщин. И даже там, где действовали законы военного времени, прямо запрещающие сексуальное насилие, немногие виновные были привлечены к ответственности. Согласно К. Д. Эскин, законы войны часто рассматривают половые преступления против женщин как малозначительные и не заслуживающие серьёзного преследования. Потому вплоть до недавнего времени изнасилование оставалось скрытым, неизученным элементом войны. По мнению Human Rights Watch, это связано со значительной гендерной спецификой войны, в которой в основном мужчины проявляют крайнюю жестокость, в том числе в форме насилия над женщинами".
На протяжении многих веков явно или неявно признавалось право победителей брать любые трофеи, в том числе женщин. К тому же изнасилования во время войны недооценивались и рассматривались как печальные, но неизбежные побочные последствия отправки мужчин на фронт, а также как законное материальное вознаграждение воюющим солдатам (зачастую нерегулярно получавшим жалование), и как подтверждение мужества и успеха этих солдат. Рассматривая войны древности, Харольд Вашингтон (Harold Washington) утверждает, что война сама по себе представлялась как своего рода изнасилование побеждённых, а захваченные города — как его жертвы. Он утверждает, что военное изнасилование происходит в контексте стереотипов о мужчинах и женщинах, в частности, о том, что насильственная сила принадлежит мужчинами, а женщины могут быть только объектами её действия.

### Насилие над мужчинами
Вопреки этим представлениям, изнасилования мужчин во время вооружённых конфликтов также является довольно распространённым явлением. Еще в X веке персидский писатель Ибн Мискавейх, повествуя о захвате русами города Бердаа в Азербайджане, сообщал об изнасилованиях русскими воинами местных юношей. В наши дни в ходе исследования, проведённого в 2009 году Ларой Стемпл (Lara Stemple), было выявлено множество случаев сексуального насилия над мужчинами во время вооружённых конфликтов и в местах принудительного содержания в различных регионах мира. Так, в 1980-х годах в Сальвадоре 76 % политзаключённых-мужчин подверглись сексуальному насилию; среди узников концентрационных лагерей в Сараево около 80 % стали жертвами изнасилований или сексуальных истязаний. Стемпл приходит к выводу о том, что эта тема изучена недостаточно и сложно судить о реальных масштабах этого явления, поскольку мужчины, потерпевшие от насильственных действий сексуального характера, привлекают меньше внимания исследователей, чем женщины, пострадавшие от таких же действий. Мервин Кристиан (Mervyn Christian) из Johns Hopkins School of Nursing также считает, что о многих случаях сексуального насилия над мужчинами никто не заявляет, и они остаются вне исследования.

## Пояснения
1. ↑  Понятие «посягательство» призвано быть достаточно широким, чтобы сохранялась нейтральность с точки зрения половой принадлежности.
2. ↑  Понимается, что лицо может быть неспособно дать согласие, выражающее его истинную волю, в результате естественной, искусственно вызванной или возрастной недееспособности.